# Фаччо, Рикардо
Рикардо Грегорио Фаччо Порта (итал. Ricardo Gregorio Faccio Porta; 12 марта 1907, Дурасно — 9 сентября 1970, по другим данным 30 ноября 1979), в некоторых источниках Рикардо Фаччо Перальта (итал. Ricardo Faccio Peralta) — уругвайский и итальянский футболист, центральный полузащитник. Шурин другого известного футболиста, Роберто Порты.

## Карьера
Рикардо Фаччо начал играть в футбол в родном городе Дурасно за клубы «Уондерерс» и «Спортинг», где он играл на левом краю нападения. Оттуда он переехал в Монтевидео, где стал играть за местный клуб «Универсаль», а затем за «Интермедия». В 1931 году Фаччо перешёл в «Насьональ», с которым стал чемпионом страны в 1933 году. В том же году он дебютировал в составе сборной Уругвая, сыграв две встречи с Аргентиной.
В 1933 году Фаччо перешёл в итальянский клуб «Амброзиана-Интер». Он дебютировал в составе команды 17 сентября в матче с «Про Верчелли», завершившийся вничью 0:0. По итогам сезона «Интер» занял второе место, а сам уругваец стал главной фигурой в полузащите команды. В начале следующего года в клуб попал его шурин Роберто Порта и другой уругваец, Эрнесто Маскерони. По итогам сезона клуб во второй раз подряд остался на втором месте. В том же сезоне Фаччо, воспользовавшийся своим итальянским происхождением, получил местный паспорт и дебютировал в составе национальной команды и выиграл в её составе Кубок Центральной Европы. Проведя три сезона в «Интере», за который он сыграл, в общей сложности, 92 матча, Фаччо покинул Италию.
Он возвратился в Уругвай, где продолжил выступать за «Насьональ». Полузащитник выиграл с клубом ещё два титула чемпиона страны, играя до 1940 года. 19 февраля Фаччо вместе с «Насьоналем» попал в неприятную историю: клуб должен был играть против аргентинского «Эстудиантеса» в международном турнире Риоплатенсе. Матчу предшествовало агрессивное поведение сторонников аргентинской команды, которые даже демонстрировали оружие, чтобы напугать уругвайский футболистов. Перед матчем в раздевалку клуба зашёл один из членов делегации «Насьоналя» и обратившись к Фаччо, который был капитаном команды, попросил подумать о жизнях игроков и играть не слишком активно, чтобы проиграть матч. Фаччо разозлился и выкинул делегата из раздевалки, после чего с пламенной речью обратился к игрокам, сказав в конце: «Что бы ни случилось, мы выиграем этот матч за нашу честь, за „Насьональ“, за нашу страну и за наши семьи». «Насьональ» в тяжёлом матче, сопровождавшийся грубой игрой с обеих сторон (например, у троих уругвайцев были разбиты головы), победил 2:1. Всего за команду Фаччо провёл 177 матчей и забил 9 голов. В 1941 году он сыграл сезон за клуб «Белья Виста», где и завершил карьеру.

## Международная статистика

### Сборная Уругвая
| Матчи Рикардо Фаччо за сборную Уругвая | Матчи Рикардо Фаччо за сборную Уругвая | Матчи Рикардо Фаччо за сборную Уругвая | Матчи Рикардо Фаччо за сборную Уругвая | Матчи Рикардо Фаччо за сборную Уругвая | Матчи Рикардо Фаччо за сборную Уругвая | Матчи Рикардо Фаччо за сборную Уругвая |
| -------------------------------------- | -------------------------------------- | -------------------------------------- | -------------------------------------- | -------------------------------------- | -------------------------------------- | -------------------------------------- |
| №                                      | Дата                                   | Место проведения                       | Оппонент                               | Счёт                                   | Голы                                   | Турнир                                 |
| 1                                      | 21 января 1933                         | Ресистенсия                            | Аргентина                              | 2:1                                    | —                                      | Товарищеский матч                      |
| 2                                      | 5 февраля 1933                         | Буэнос-Айрес                           | Аргентина                              | 1:4                                    | —                                      | Товарищеский матч                      |
| 3                                      | 18 июня 1938                           | Буэнос-Айрес                           | Аргентина                              | 0:1                                    | —                                      | Товарищеский матч                      |

### Сборная Италии
| Матчи Рикардо Фаччо за сборную Италии | Матчи Рикардо Фаччо за сборную Италии | Матчи Рикардо Фаччо за сборную Италии | Матчи Рикардо Фаччо за сборную Италии | Матчи Рикардо Фаччо за сборную Италии | Матчи Рикардо Фаччо за сборную Италии | Матчи Рикардо Фаччо за сборную Италии |
| ------------------------------------- | ------------------------------------- | ------------------------------------- | ------------------------------------- | ------------------------------------- | ------------------------------------- | ------------------------------------- |
| №                                     | Дата                                  | Место проведения                      | Оппонент                              | Счёт                                  | Голы                                  | Турнир                                |
| 1                                     | 24 марта 1935                         | Вена                                  | Австрия                               | 2:0                                   | —                                     | Кубок Центральной Европы              |
| 2                                     | 27 октября 1935                       | Прага                                 | Чехословакия                          | 1:2                                   | —                                     | Кубок Центральной Европы              |
| 3                                     | 5 апреля 1936                         | Цюрих                                 | Швейцария                             | 2:1                                   | —                                     | Товарищеский матч                     |
| 4                                     | 17 мая 1936                           | Рим                                   | Австрия                               | 2:2                                   | —                                     | Товарищеский матч                     |
| 5                                     | 31 мая 1936                           | Будапешт                              | Венгрия                               | 2:1                                   | —                                     | Товарищеский матч                     |

## Достижения
- Чемпион Уругвая: 1933, 1939, 1940
- Обладатель Кубка Центральной Европы: 1933—1935